# Under the Covers
Albums de Red Hot Chili Peppers
Out in L.A.
(1994) Greatest Hits
(2003)
Under the Covers: Essential Red Hot Chili Peppers, ou plus simplement Under the Covers, est une compilation des Red Hot Chili Peppers, sortie en mars 1998. La plupart des chansons du CD sont des reprises, le premier gros succès du groupe fut d'ailleurs "Higher Ground", une reprise de Stevie Wonder.

## Titres de l'album
1. They're Red Hot
2. Fire
3. Subterranean Homesick Blues
4. Higher Ground
5. If You Want Me To Stay
6. Why Don't You Love Me
7. Tiny Dance - (live)
8. Castles Made of Sand - (live)
9. Dr. Funkenstein - (live)
10. Hollywood (Africa)
11. Search and Destroy
12. Higher Ground - (Daddy-O Mix)
13. Hollywood (Africa) - (Extended Dance Mix)